# Cybaeopsis macaria
Cybaeopsis macaria là một loài nhện trong họ Amaurobiidae.
Loài này thuộc chi Cybaeopsis. Cybaeopsis macaria được Ralph Vary Chamberlin miêu tả năm 1947.